# Torre de Hércules
A Torre de Hércules localiza-se no extremo Norte da península corunhesa, a cerca de 1600 metros do centro da cidade da Corunha, na Galiza, Espanha.
Monumento nacional, é o mais antigo, ilustre e representativo da Corunha, e o elemento principal do seu escudo. É o único farol romano que existe no mundo e que continua a cumprir a sua função.

## História
A torre foi construída na cidade de Brigâncio, no século II, durante os mandatos dos imperadores Trajano e Adriano, pelo arquitecto Gaio Sévio Lupo, natural da cidade de Emínio (atual Coimbra) na Lusitânia, e tinha como função servir de farol de navegação.
A torre terá perdido o seu uso marítimo possivelmente durante a Idade Média, quando foi convertida em fortificação.
Em 1682, o duque de Uceda incumbiu o arquitecto Amaro Antune da restauração da estrutura. Este construiu uma escada de madeira que atravessa as abóbadas para a parte superior, onde dispôs as pequenas torres que suportam o farol.
Foi no reinado de Carlos IV de Espanha que ficou completa a sua reconstrução, tendo os trabalhos sido iniciados em 1788. A obra neoclássica terminou em 1791 sob a direcção de Eustaquio Giannini.
Em 27 de junho de 2009 foi classificada como Património da Humanidade pela UNESCO.

## Características
A torre era, antes da reforma, um corpo prismático com base quadrada, apresentando no exterior um muro de pedra com duas portas na parte baixa e janelas assimétricas que chegavam ao piso superior.
Após as reformas, passou a constituir-se numa torre e num farol. De planta quadrada, ergue-se a uma altura de 68 metros. O conjunto é constituído por três corpos: o inferior, de base quadrada com 11,60 metros de largura e 34,60 metros de altura; um intermédio, de menores dimensões, de secção octogonal; e um terceiro, menor ainda, também de secção octogonal, que suporta a construção cilíndrica em vidro que protege a lanterna do farol.
Ao subir os seus 242 degraus, pode-se apreciar a vista panorâmica da linha de costa e do oceano Atlântico.

## Lendas
Há várias lendas locais relacionadas à sua construção. Uma delas conta que Hércules chegou de barco às costas que rodeiam actualmente a torre e que foi, precisamente ali, o lugar onde enterrou a cabeça do gigante Gerião, depois de o vencer em combate.
Gerião, rei de Brigâncio, era um tirano que obrigava os seus súditos a entregarem a metade dos seus bens, incluindo os seus filhos. Um dia decidiram pedir ajuda a Hércules. Este derrotou o rei, enterrou-o, e levantou, à guisa de túmulo, a Torre de Hércules; esta lenda está representada no escudo de Corunha.
Outra lenda, esta de origem Irlandesa e constante do "Livro das Invasões da Irlanda", apontaria Breogán, líder do mítico Povo Milesiano que colonizou a Irlanda, como construtor da alta torre. De acordo com a mesma lenda, Ith, filho de Breogán, teria avistado a Irlanda pela primeira vez do alto da mítica Torre de Breogán.

## Galeria

A Torre de Hércules no Brasão da Corunha.
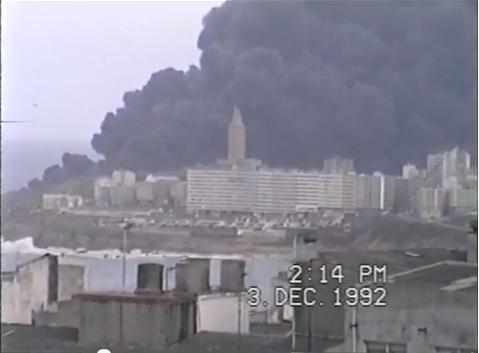
O petroleiro Aegean Sea a arder atrás da Torre de Hércules em 1992.
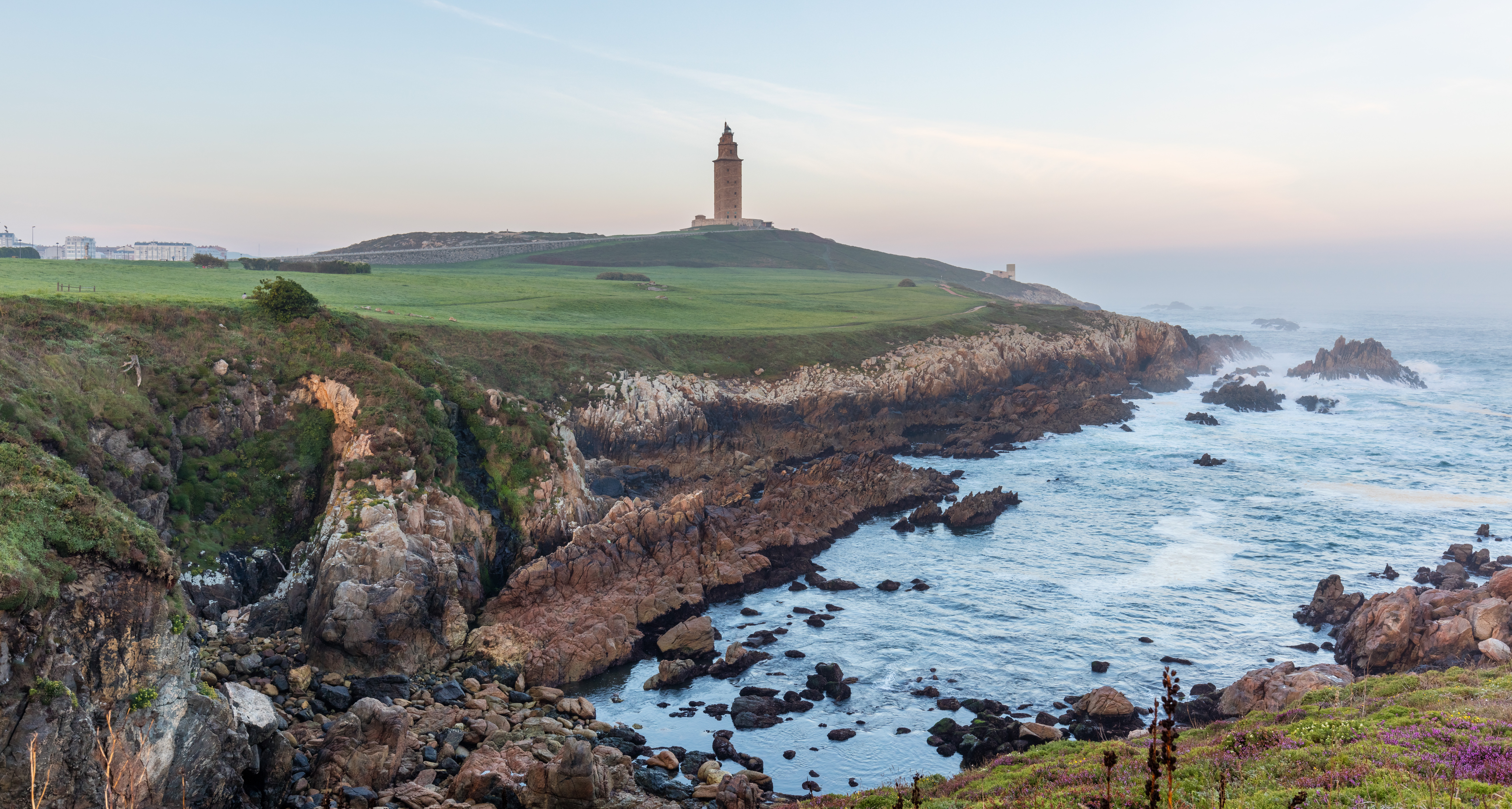
Vista da torre e da zona envolvente.